# Célestin Espanet
Pour les articles homonymes, voir Espanet.
Célestin Espanet, né le 8 décembre 1881 à Aubagne (Bouches-du-Rhône) et mort le 16 janvier 1968 dans la même ville, est un homme politique français.

## Biographie
Célestin Espanet naît le 8 décembre 1881 à Aubagne.
Élevé dans une famille passée du républicanisme au socialisme, dans le sillage de Jaurès, Célestin Espanet s'engage très tôt en politique, devenant en 1900 secrétaire du Cercle de l'harmonie, association politique locale.
En 1908, il est élu conseiller municipal d'Aubagne, sur la liste menée par Fernand Bouisson, maire sortant, qui est réélu. Lors de l'élection suivante, en 1912, il[Qui ?] n'est cependant pas réélu, la liste des Républicains progressistes (centre-droit) l'emportant.
Début 1914, il entre dans l'administration des PTT et, après sa mobilisation, est affecté comme télégraphiste militaire pendant toute la durée de la Première Guerre mondiale.
Réélu conseiller municipal en 1919, sur la liste menée par Timothée Bonnet, il conserve son siège en 1925, figurant cette fois sur celle du radical Louis Senez, avec le soutien de la SFIO.
Après son échec aux cantonales de 1931, il s'éloigne de la SFIO tout en se réclamant toujours des idées socialistes. En 1935, il est élu maire d'Aubagne comme socialiste indépendant, à la tête d'une liste comportant plusieurs candidats SFIO. Il participe alors à la campagne du Front populaire, soutenant activement Albert Lucchini.
Révoqué en mars 1941 par le régime de Vichy, il est rétabli comme maire à la Libération.
Après 1945, il s'éloigne cependant de la vie politique.